# Brazzaville-Kinshasa-Brücke

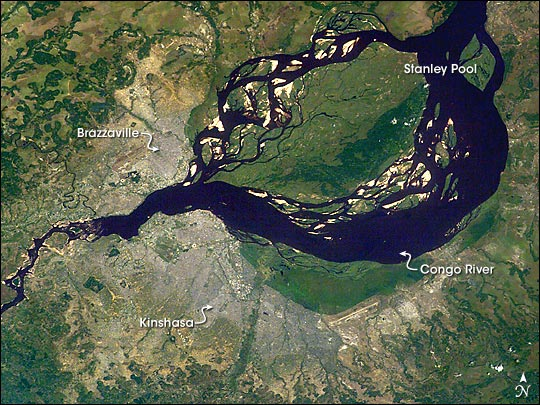
Satellitenbild des Kongo mit dem Pool Malebo und den beiden Städten Brazzaville und Kinshasa in der linken Hälfte. Die Brücke soll an einer Verengung flussabwärts der Städte gebaut werden, hier auf dem Bild gesehen am linken Rand.

Brazzaville-Kinshasa-Brücke (frz. pont Brazzaville–Kinshasa) ist eine sich in der Planung befindende Brücke für Straßen- und Eisenbahnverkehr über den Kongo-Fluss, mit der die beiden nächstgelegenen Hauptstädte der Welt verbunden werden soll: Republik Kongo, Brazzaville, und Demokratische Republik Kongo, Kinshasa. Sie ist Teil des Tripolis-Windhoek-(Kapstadt)-Highways, der wiederum ein Teil der Trans-African Highways ist.
Ab dem Jahr 2007 wurde in beiden Staaten intensiv über eine verbindende Brücke über den Fluss Kongo verhandelt, der bis heute nur von Fähren überquert werden kann. Schließlich wurde auf dem Africa Investment Forum 2018 in Johannesburg zwischen den beiden Staaten der Afrikanische Entwicklungsbank (AfEB) und Africa50 (pan-afrikanische Plattform für Infrastruktur und Investment) der Vertrag zum Bau der Brücke unterzeichnet. Das Projekt ist als Öffentlich-private Partnerschaft angelegt, wobei die Afrikanische Entwicklungsbank als Kapitalgeber, unter der Aufsicht der Zentralafrikanische Wirtschaftsgemeinschaft, auftritt und Africa50 für Projektentwicklung, Strategieplanung und weitere Kapitalbeschaffung zuständig sein wird. Die Kostenschätzung lag 2012 bei 400 Mio. Euro, 2017 bei 550 Mio. US-Dollar.
Der jährliche Transitverkehr von geschätzten 750.000 Menschen und 340.000 t Fracht soll mit der Brücke im Jahr 2025 auf 3 Mio. Menschen und 2 Mio. t Fracht anwachsen.
Sie soll mit einer Länge von 1757 m die fehlende permanente Überquerung über den Fluss Kongo sein, der an dieser Stelle 1300 m breit und 25 bis 35 m tief ist und bis jetzt von Fähren überquert wird. Von der nördlichen Uferseite (Maluku Tréchot) aus sind es 65 km nach Brazzaville respektive 87 km nach Kinshasa von der südlichen Seite (Maluku). Zur Brücke hin müssen auf der nördlichen 6,8 und auf der südlichen Seite 3,2 Straßenkilometer erschlossen werden. Die Straßenbrücke soll beidseitig einspurig befahrbar sein, wobei jede Fahrspur eine Breite von 7 m haben soll.
Am 12. Mai 2019 kündigte der Präsident der AfEB, Akinwumi Adesina, den Baubeginn für den August 2020 an und sprach von einem Kostenvolumen von 550 Mio. US-Dollar, von denen 210 Mio. US-Dollar von der AfEB kommen sollen.

## Zitate
- The idea to connect the two capitals dates back to the mid-19th century. This project is just the beginning, more will follow. [Die Idee, die beiden Hauptstädte zu verbinden, datiert zurück bis in die Mitte des 19. Jahrhunderts. Dieses Projekt steht am Anfang vieler weiterer.] – Akinwumi Adesina, Präsident der Afrikanischen Entwicklungsbank[2]